# 764 v.Chr.
Het jaar 764 v.Chr. is een jaartal volgens de christelijke jaartelling.

## Gebeurtenissen

### Egypte
- Koning Takelot III - de vijfde farao van de 23e dynastie van Egypte - bestijgt de troon.